# Blackened 2020
Blackened 2020 è un singolo del gruppo musicale statunitense Metallica, pubblicato il 15 maggio 2020.

## Descrizione
Si tratta di una nuova versione arrangiata in chiave acustica dell'omonimo brano contenuto nel quarto album ...And Justice for All del 1988 e registrata durante le misure di confinamento imposte dal governo statunitense a causa della pandemia di COVID-19.

## Video musicale
Il video è stato reso disponibile il 1º maggio 2020 attraverso il canale YouTube del gruppo e mostra i quattro componenti eseguire il brano nelle proprie case.

## Tracce
Testi e musiche di James Hetfield, Lars Ulrich e Jason Newsted, eccetto dove indicato.
Download digitale
1. Blackened 2020 – 5:32

12"
- Lato A

1. Blackened 2020 – 5:30
2. Blackened 2020 (Live) – 5:37

- Lato B

1. Would? – 2:41 (Jerry Cantrell) – originariamente interpretata dagli Alice in Chains

## Formazione
Gruppo
- James Hetfield – chitarra, voce
- Lars Ulrich – batteria
- Kirk Hammett – chitarra
- Robert Trujillo – basso

Produzione
- Metallica – produzione
- Greg Fidelman – produzione
- James Hetfield – registrazione
- Kirk Hammett – registrazione
- Tye Trujillo – registrazione
- Myles Ulrich – registrazione
- Layne Ulrich – registrazione
- Bob Ludwig – mastering